# Rue Danville
La rue Danville est une voie du 14e arrondissement de Paris, en France.
Elle porte le nom du géographe Jean-Baptiste Danville (1697-1782) en raison de son voisinage avec l'Observatoire.

## Situation et accès
La rue Danville est une voie publique située dans le 14e arrondissement de Paris. Elle débute au 41, rue Daguerre et se termine au 16, rue Liancourt.

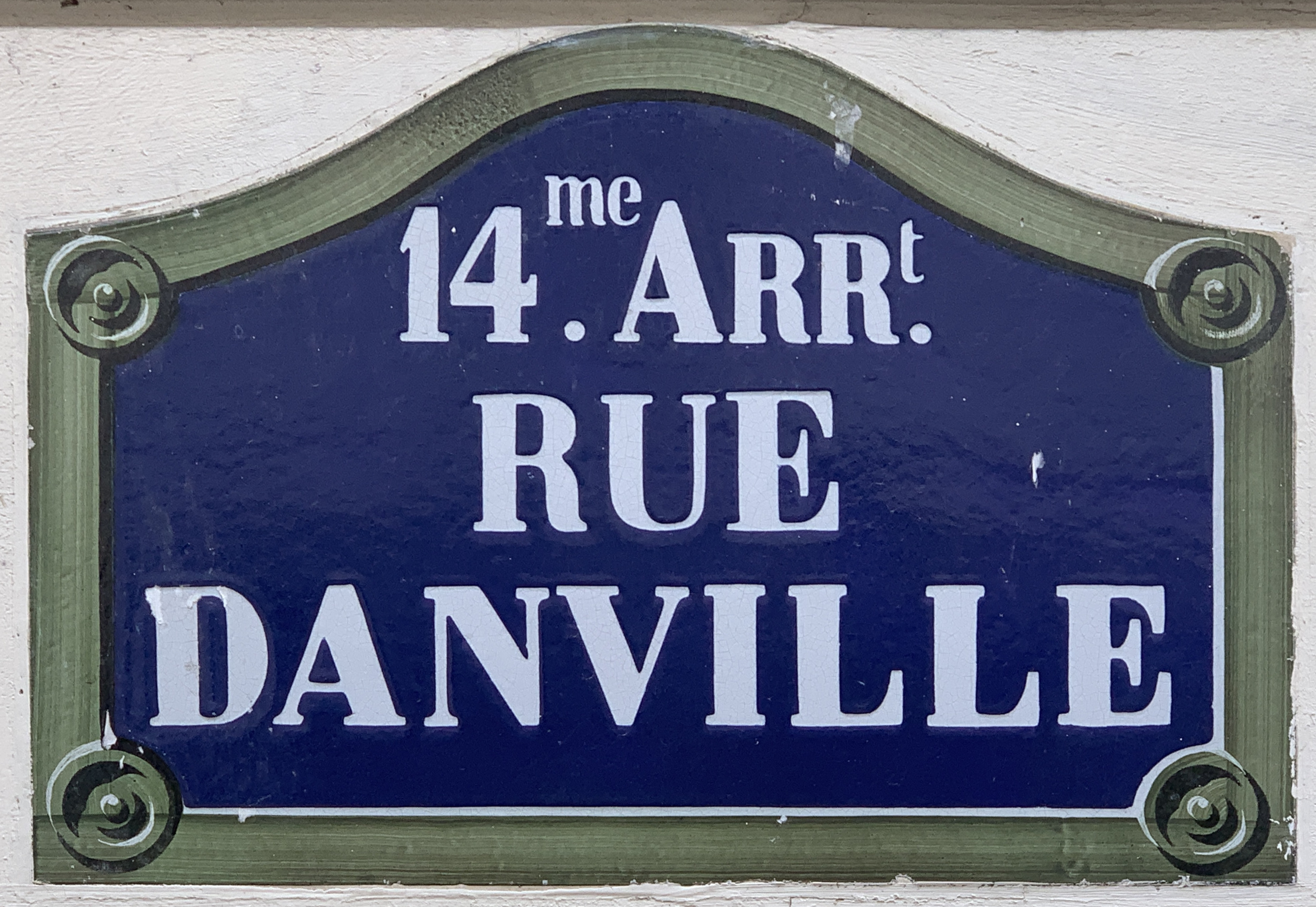
Plaque de la rue.

## Historique
Cette ancienne voie de la commune de Montrouge, sous le nom de « rue Saint-Pierre », a été rattachée à la voirie de Paris en 1863, avant de prendre sa dénomination actuelle par arrêté du 24 août 1864.